# Macaduma castaneogriseata
Macaduma castaneogriseata är en fjärilsart som beskrevs av Rothschild 1912. Macaduma castaneogriseata ingår i släktet Macaduma och familjen björnspinnare. Inga underarter finns listade i Catalogue of Life.